# Litér, Veszprém
Litér  este un sat în districtul Balatonalmád, județul Veszprém, Ungaria, având o populație de 2.130 de locuitori (2011). 

## Demografie
Componența etnică a satului Litér
     Maghiari (97,78%)
     Necunoscut (0,26%)
     Alții (1,96%)
Componența confesională a satului Litér
     Romano-catolici (32,07%)
     Fără religie (19,34%)
     Reformați (14,98%)
     Atei (1,78%)
     Luterani (1,6%)
     Necunoscută (29,62%)
     Greco-catolici (0,61%)
     Alte religii (1,03%)
Conform recensământului din 2011, satul Litér avea 2.130 de locuitori. Din punct de vedere etnic, majoritatea locuitorilor (97,78%) erau maghiari. Apartenența etnică nu este cunoscută în cazul a 0,26% din locuitori. Nu există o religie majoritară, locuitorii fiind romano-catolici (32,07%), persoane fără religie (19,34%), reformați (14,98%), atei (1,78%) și luterani (1,6%). Pentru 29,62% din locuitori nu este cunoscută apartenența confesională.